# L'Oliva
L'Oliva es una localidad española del municipio de Alfar, perteneciente a la provincia de Gerona, en la comunidad autónoma de Cataluña.

## Toponimia
El nombre del lugar puede encontrarse con las grafías «L'Oliva» y «La Oliva».

## Historia
Hacia mediados del siglo XIX, el lugar, un vecindario ya por entonces perteneciente a Alfar, tenía contabilizadas treinta casas. Aparece descrito en el primer volumen del Diccionario geográfico-estadístico-histórico de España y sus posesiones de Ultramar de Pascual Madoz, en la entrada correspondiente a Alfar, con las siguientes palabras:

en sus afueras á dist. de 400 pasos, con direccion á poniente, cerca de la carretera que conduce de Figueras á Barcelona; hay un vecindario llamado la Oliva, que reune 30 casas, mucho mas cómodas y mas capaces que las de Alfar, de cuya parr. depende, y recibe el pasto espiritual.
(Madoz, 1845, p. 533)

En 2023, la entidad singular de población tenía empadronados 104 habitantes y el núcleo de población, también 104.